# لبنان في ألعاب البحر الأبيض المتوسط 2009
شاركت لبنان في النُسخة السادسة عشرة من دورة ألعاب البحر الأبيض المتوسط 2009 التي أقيمت بمدينة بيسكارا في إيطاليا خلال الفترة من 25 يونيو (حزيران) وحتى 5 يوليو (تموز) 2009 بمُشاركة 4180 رياضي يمثلون 23 دولة ويتنافسون في 28 لعبة، ولم توفّق لبنان خلال منافسات هذه البطولة في إحراز أية ميداليات.

## الميداليات
لم يتمكّن لاعبو لبنان من حصد أية ميداليات خلال منافسات النُسخة السادسة عشرة من بطولة دورة ألعاب البحر الأبيض المتوسط عام 2009.

## اللاعبون المُشاركون
يوضح الجدول التالي أسماء اللاعبين واللاعبات الذين شاركوا من لبنان في منافسات النُسخة الساسة عشرة من بطولة دورة ألعاب البحر الأبيض المتوسط عام 2009:
| الرياضيين  | اللعبة  | المنافسات                 |
| ---------- | ------- | ------------------------- |
| نبال يموت  | السباحة |                           |
| جورج فتول  | السباحة |                           |
| مكرم فتول  | السباحة |                           |
| نديم بركات | السباحة |                           |
| محمد دعبول | السباحة |                           |
| راي باسيل  | الرماية | الحفرة الأوليمبية للسيدات |